# GSC2657-2534
GSC2657-2534 — хімічно пекулярна зоря спектрального класу ?, що має видиму зоряну величину в смузі V приблизно 10,1.

## Пекулярний хімічний вміст
Зоряна атмосфера GSC2657-2534 має підвищений вміст Si.